# ミミズトカゲ
ミミズトカゲは、爬虫綱有鱗目ミミズトカゲ類 (Amphisbaenia) に属する爬虫類の総称。地中生活に適応して四肢が退化し、ミミズのような外観を持つ。かつては「ミミズトカゲ亜目」とされることもあったが、分子系統解析からカナヘビ科の姉妹群であることが示されており、系統分類上はカナヘビ下目（Laterata）の一系統群である。

## 特徴
地中生活に適応した動物には、自分で穴を掘る者と、他者が掘った穴を利用する者があるが、ミミズトカゲ類は自分で穴を掘る真の地中生活者である。地中生活のため、前述の四肢の退化の他に、掘削のための頭部の特殊化、体表環節の発達、視覚の退化、外耳・鼓膜の退化、体表色素の欠如傾向などの適応が見られる。
地中掘削に使用する頭部は、他の有鱗目に比べて非常に頑健になっている。トカゲ類で発達させた前頭骨と頭頂骨間の関節などは、可動性を失い結合している。頚部の筋肉も掘削のために強靱になっている。掘削方法に併せて、竜骨状構造が発達したり、鋤状になったりすることがある。吻部先端を掘削に使用することから、口唇部先端は吻端より少し後方に位置する。
四肢は基本的に消失しており、肩帯も腰帯も退化して痕跡的である。ただし、フタアシミミズトカゲ科は小さいながら5指が揃った前肢を持ち、後肢は退化しているものの腰帯は残存している。体表は、皮膚が折りたたまれて環節状の体節を形成している。胴部はヘビ亜目と同じく伸張するが、ヘビとは逆に右肺が退化する。尾は自切する（フトミミズトカゲ科を除く）が、トカゲとは異なり再生しない。しかし元々尾部は胴部に比べて非常に短いのであまり問題はない。
瞼は消失し、眼は退化していることがほとんどで、皮膚に覆われている。通常は頭頂孔（頭頂眼）を持たない。外耳孔と共に鼓膜が消失するため、祖先では内耳と鼓膜間で音を伝達していた外耳小柱は巨大化して前方に伸張し、下顎の骨膜に接する。地中を伝わってきた振動（音）は下顎で感知される。
最古の記録は暁新世に遡るが、化石記録が非常に乏しいこともあり、どのような先祖からいつ頃進化してきたか等についてはほとんど判っていない。

## 生態
地中を掘り進む動物は、トンネル部分に存在した土の処理という問題に突き当たる。この問題の対処法としては、カニ・モグラのようにトンネル入り口まで土を運んで地表に投棄する方法や、スナトカゲのように経路としてのトンネルを残すことには無頓着に土を後方に押しやってトンネルを埋めながら進む方法などがあるが、ミミズトカゲはさらに別の方法、トンネル外壁に土を押し固めて進む方法をとっている。この方法の利点としては、トンネルを居住経路として残しながらも、土を一々地表に運ばなくてもすむという点が上げられる。ただしこの方法は、相対的に細いトンネルを掘る際にしか通用しない。このことがミミズトカゲ類が体積の割に前方投影面積の小さい形状である細長い体型に進化した一因であると考えられている。

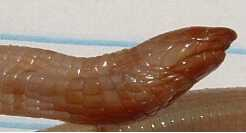
掘削に用いられる頭部（フロリダミミズトカゲ）

地中の掘削は特殊化した頭部によって行われる。掘削の方法は頭部形状によって幾つかに分かれる。銃弾型の頭部を持つ種は、その頭を土中に押し込むことによってそのままトンネル外壁に土を押しつける。シャベル状の頭を持つ種では、頭を土中に差し込み、その頭部を上に押し上げることによって外壁に土を押し固める。縦に竜骨状の構造を発達させている種では頭を土中に押し込んだ後、左右に降って同様に土を押し固める。この場合、頚部を支点・吻部を作用点とする場合と、吻部を支点・頚部を作用点とする場合の2通りがある。
移動はヘビのような蛇行ではなく、体表の皮膚が折りたたまれて形成された環節状の体節を用いて行う。すなわち、まさにミミズのように、環節を伸張・緊縮させることによって体側を外壁に押しつけた蠕動運動で前進するのである。この運動は可逆であるので、前進と全く同じようにして後進が可能である。この点は後進ができないヘビの腹板（蛇腹）を使った移動とは対照的である。ミミズトカゲ類の学名Amphisbaeniaとは、ギリシア語で「両方に進む」という意味の伝説上の両頭のヘビの名「アンフィスバエナ」【άμφίσβαινα ： amphisbaina/amphisbaena】から作られた名称であり、この点を端的に表している。
ミミズトカゲ類はそのミミズのような外見とは裏腹に活発な捕食者である。顎骨には鋭く大きい歯が並び、これで地中の節足動物、ミミズ類、ときには脊椎動物まで襲って食べる。これは、やはり地中生活に適応して、同様にミミズのような外見を持つヘビ亜目のメクラヘビ類が、アリやシロアリなどを餌とするおとなしい動物であるのと対照的である。

## 分布

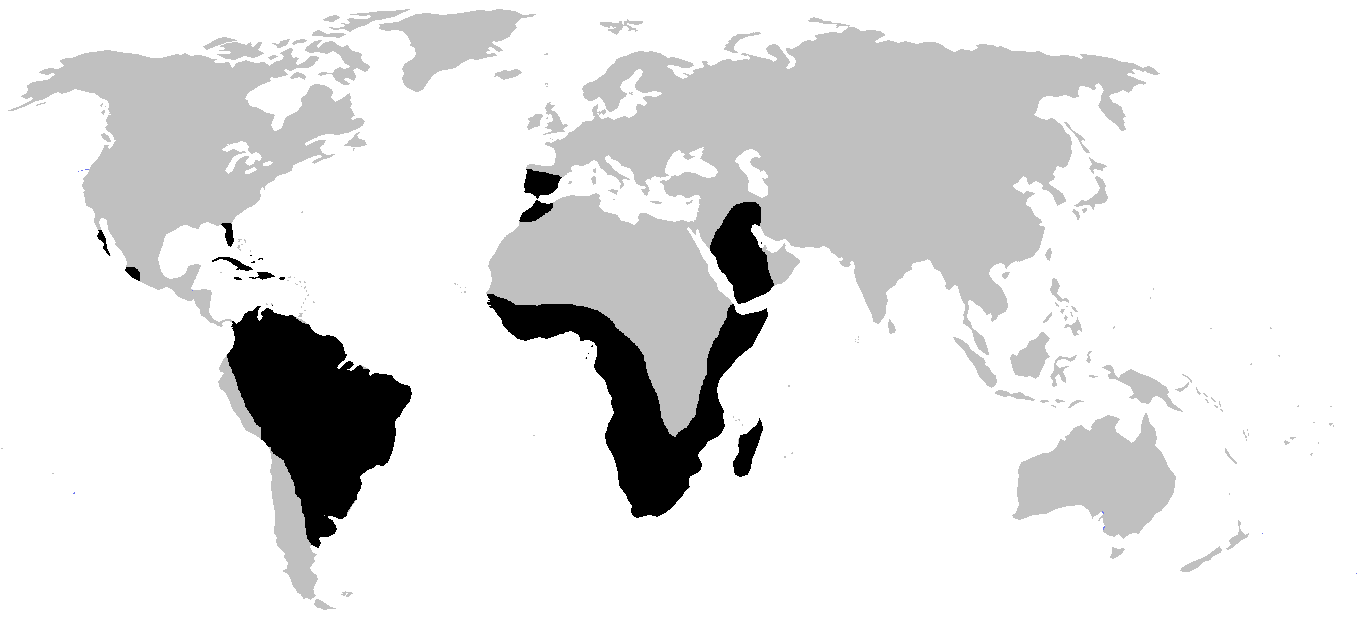
ミミズトカゲ類の分布

ミミズトカゲ類は、アフリカ大陸・南米大陸のほか、西アジア、イベリア半島、中米、西インド諸島、フロリダ半島、カリフォルニア半島、メキシコ中部に分布する。
同じ有鱗目のヘビ類・トカゲ類（ミミズトカゲ類除く）が全世界的な分布を示すのに対し、ミミズトカゲ類の分布は、南米とアフリカ大陸を中心としてその周辺地域のみに限られている。動物地理区上、アフリカ・南米・マダガスカル・オーストラリアに限定されている分布はゴンドワナ型分布と呼ばれ、かつての超大陸パンゲアが南北に分離したときの、南のゴンドワナ大陸に由来する分布ではないかと推測されている。ハイギョ（南米大陸・アフリカ大陸・オーストラリアに分布）やカメ類の曲頸亜目（南米大陸・アフリカ大陸・マダガスカル・オーストラリア）などがその典型例であるが、ミミズトカゲ類も、そのようなゴンドワナ型分布の一例である。
ただし、現在は1属1種しかおらず、分布もフロリダ半島に限定されているフロリダミミズトカゲ科は、かつては北米全体に分布を広げていたことが化石記録から判明している。

## 分類
現生のミミズトカゲ類は旧来は4科に分けられていたが、21世紀初期にセイヨウトカゲミミズ属 Blanus と Cadea 属がそれぞれ独立の科として分離し、全部で6科とする分類が行われるようになった。
各科に含まれる属と共に示す。

### ミミズトカゲ科Amphisbaenidae
ミミズトカゲ類の中で最大の科であり、18属147種を擁する。アフリカ大陸・イベリア半島・西アジア・南米大陸・中米・西インド諸島に分布。頭部は銃弾型・側扁型・縦扁型の3タイプが全て存在する。卵をアリやシロアリの巣に産みつけ、孵化室とする種がいる。ヨーロッパから発見された Omoiotyphlops が、唯一の化石記録である。

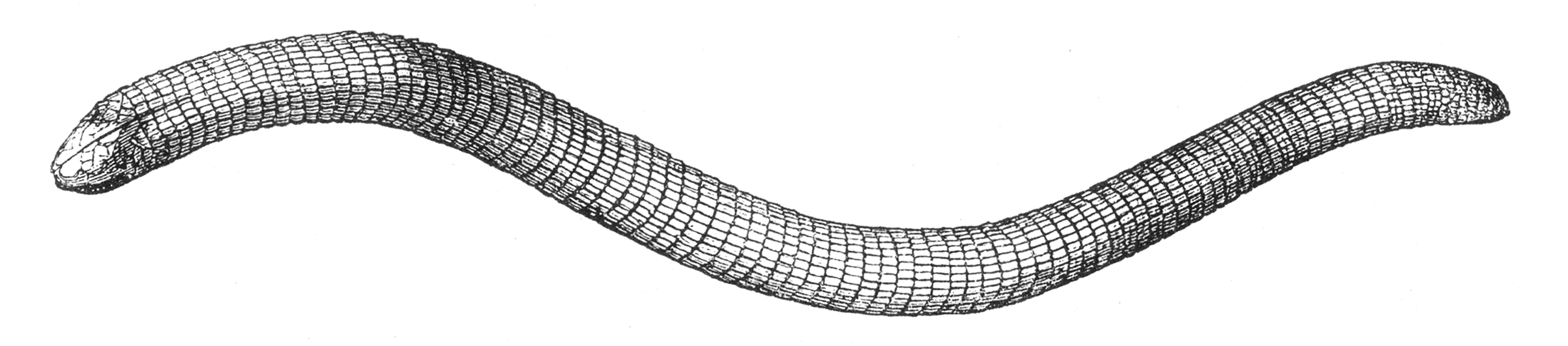
Amphisbaena sp.

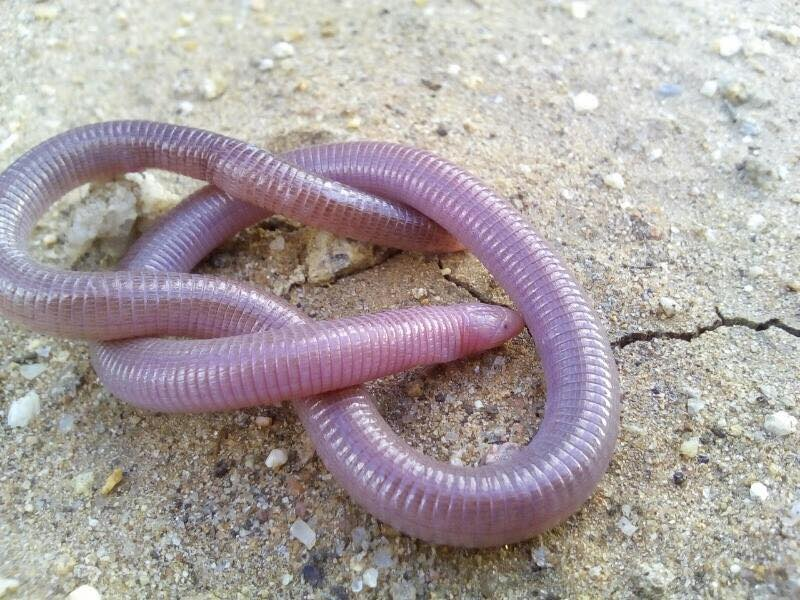
（ナミビア）

- Amphisbaena Linnaeus, 1758 ミミズトカゲ属
  - 南米・西インド諸島。ミミズトカゲ類の中で最も多くの種を含む最大属。
- Ancylocranium Parker, 1942
- Anops Bell, 1833
- Aulura Barbour, 1915
- Baikia Gray, 1865
- Chirindia Boulenger, 1907
- Cynisca Gray, 1844
- Dalophia Gray, 1865
- Geocalamus Günther, 1880
- Leposternon Wagler, 1824
- Loveridgea Vanzolini, 1951
- Mesobaena Mertens, 1925
- Monopeltis Smith, 1848 オオミミズトカゲ属
  - 中央アフリカ・南アフリカ。70 cm近くになるミミズトカゲ類中最大種。
- Zygaspis Cope, 1885

### セイヨウミミズトカゲ科Blanidae
- Blanus Wagler, 1830 セイヨウミミズトカゲ属
  - 地中海地域（イベリア半島・北アフリカ・西アジア）。現生では唯一の欧州産種を含む。

### 科和名不詳Cadeidae
- Cadea Gray, 1844
  - キューバ。

### フロリダミミズトカゲ科Rhineuridae

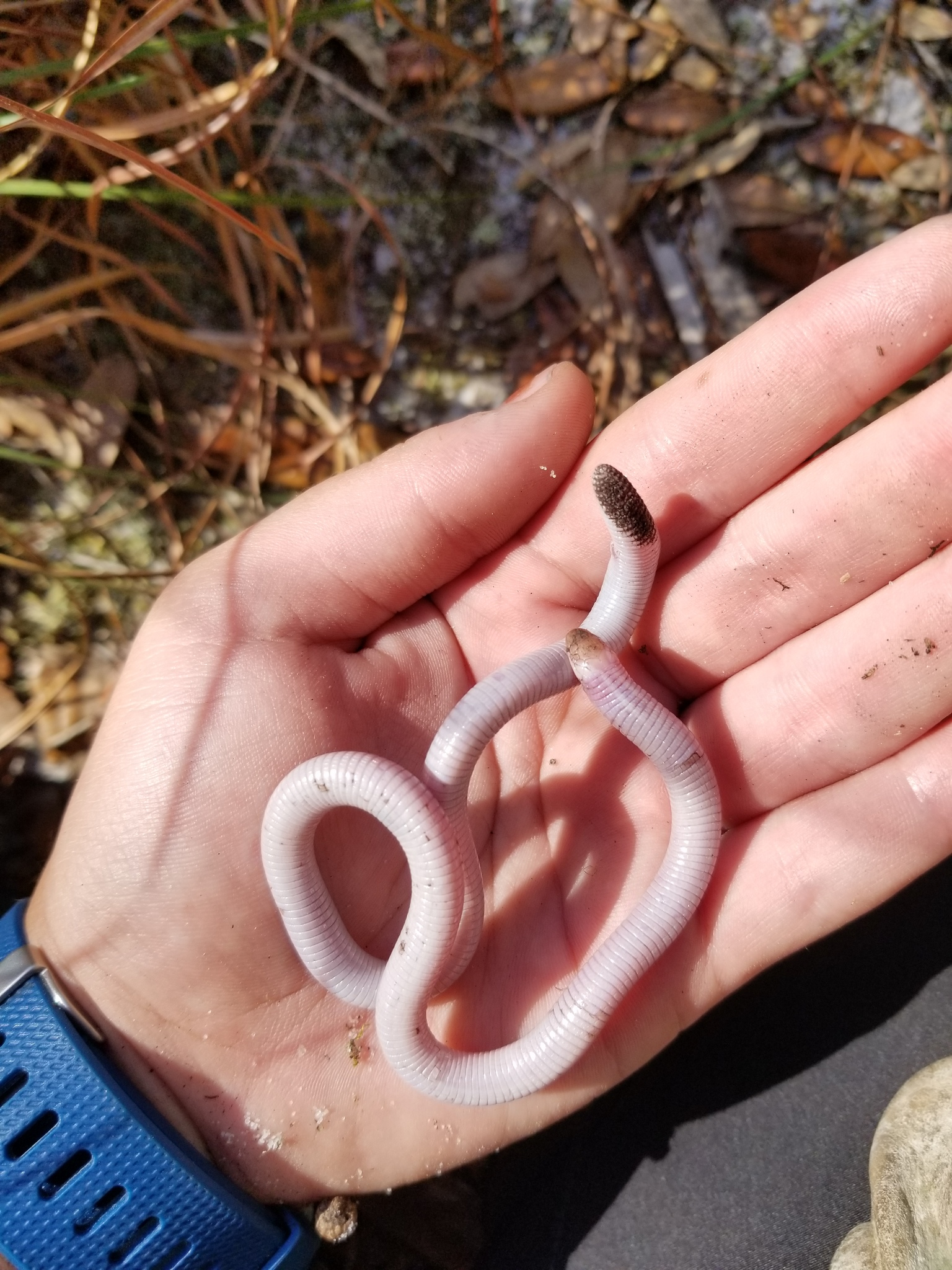
フロリダミミズトカゲ

研究者によっては本科をミミズトカゲ科の亜科とし、ミミズトカゲ類を3科とする。ミミズトカゲ科は前顎骨の鉛直突起の幅が狭いのに対し、フロリダミミズトカゲ科は前顎骨の鉛直突起が幅広い。頭部は全て縦扁しシャベル状になる。現生はフロリダ半島に生息する1属1種（フロリダミミズトカゲ Rhineura floridana ）であるが、化石は他のミミズトカゲ類に対して比較的豊富であり、北米大陸の広い地域から発見されている。現在のところミミズトカゲ類の最古の化石は本科に属するPlesiorhineura で、暁新世後期の北米産である。
- Rhineura Cope, 1861 フロリダミミズトカゲ属

### フトミミズトカゲ科Trogonophiidae

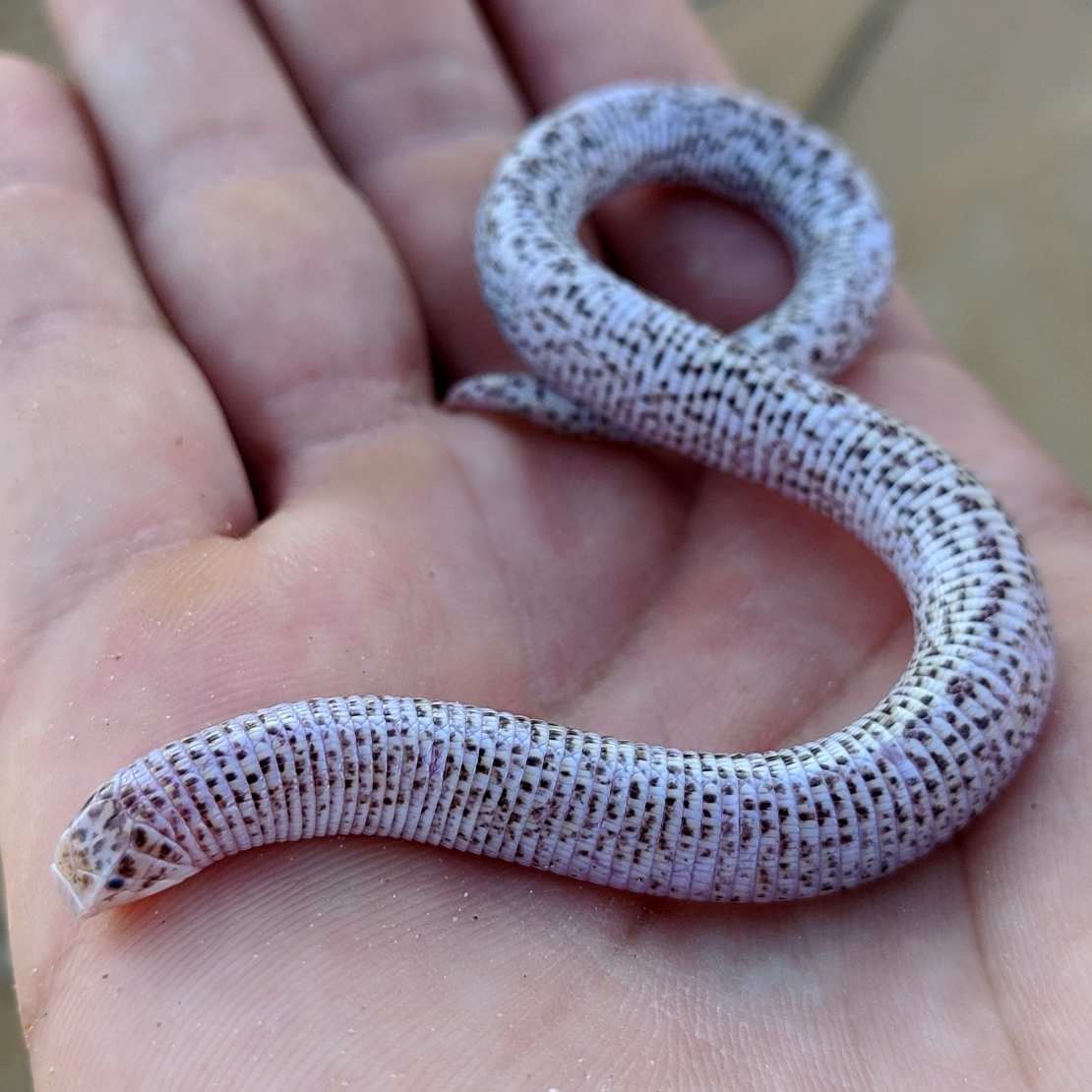
（アラブ首長国連邦）

4属6種が北アフリカ西部・西アジア・アラビア半島・ソマリア半島に分布する。頭部は銃弾型かシャベル状。ただしシャベル状の種の掘削方法は他の科と異なり、差し込んだ吻部を左右に回転させるという方法で行われる。この独特の方法に付随して、胴部断面は円形ではなく二等辺三角形状になっており、胴部と同じ断面のトンネル内でしっかりと回転する頭部を支えられるようになっている。ミミズトカゲ類内で唯一の胎生種（コモチミミズトカゲ Trogonophis wiegmanni ）を含む。化石種は知られていない。
- Agamodon Peters, 1882 ソマリアミミズトカゲ属
- Diplometopon Nikolski, 1907 アラビアミミズトカゲ属
- Pachycalamus Günther, 1881 ソコトラミミズトカゲ属
- Trogonophis Kaup, 1830 コモチミミズトカゲ属

### フタアシミミズトカゲ科Bipedidae

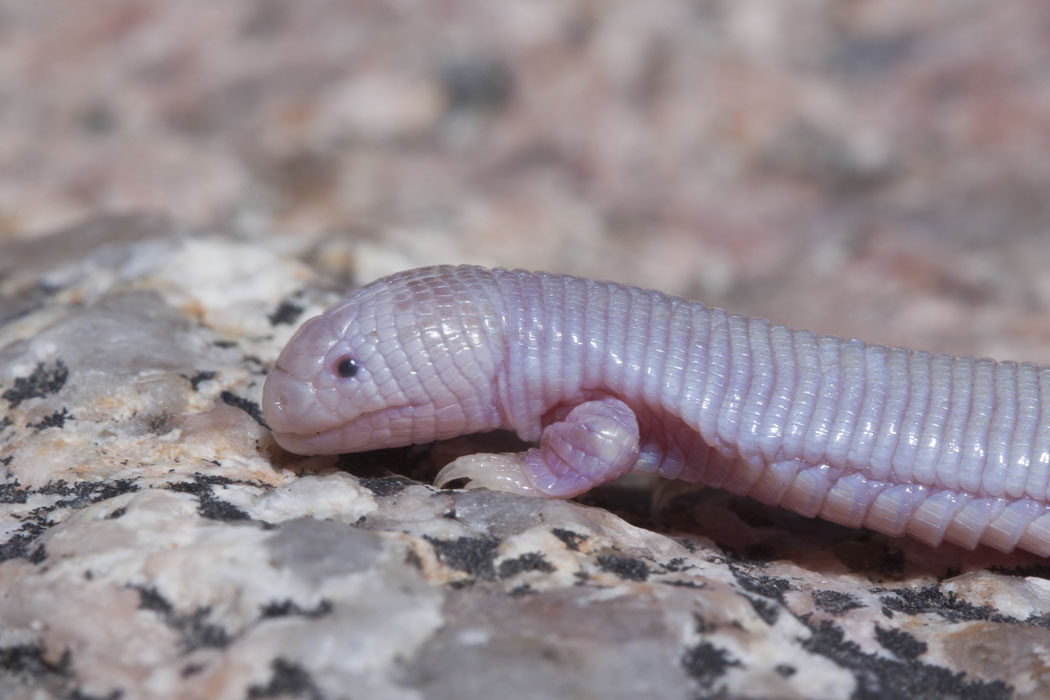
（メキシコ）

1属4種からなり、カリフォルニア半島とメキシコ中部に生息する。完全な前肢を持ち、腰帯を保持し、頭頂孔を持つという点でミミズトカゲ類内の原始的なグループであると考えられている。しかし外耳小柱が消失するという点では特殊化している。前肢には爪を備えた5指がそろっているが、トンネルの掘削には他の科と同様、銃弾型の頭部を使用する。化石記録はない。
- Bipes Latreille, 1802 フタアシミミズトカゲ属

### 系統関係
ミトコンドリア及び核DNAを用いた分子系統解析の結果からVidalら（2007）らによって以下の系統関係が示された。

|  | \| \| セイヨウミミズトカゲ科 Blanidae （地中海地域） \| \| \| \| \| \| 科和名不詳 Cadeidae （キューバ） \| \| \| \| |
|  | |
|  | フタアシミミズトカゲ科 Bipedidae （メキシコ）                                                                       |
|  | |
|  | セイヨウミミズトカゲ科 Blanidae （地中海地域）                                                                      |
|  | |
|  | 科和名不詳 Cadeidae （キューバ）                                                                                    |
|  | |

|  | セイヨウミミズトカゲ科 Blanidae （地中海地域） |
|  |                                                |
|  | 科和名不詳 Cadeidae （キューバ）               |
|  |                                                |

|  | フトミミズトカゲ科 Trogonophiidae （アフリカ・中東）         |
|  |                                                              |
|  | ミミズトカゲ科 Amphisbaenidae （アフリカ・西アジア・中南米） |
|  |                                                              |

|  | \| \| セイヨウミミズトカゲ科 Blanidae （地中海地域） \| \| \| \| \| \| 科和名不詳 Cadeidae （キューバ） \| \| \| \| |
|  | |
|  | フタアシミミズトカゲ科 Bipedidae （メキシコ）                                                                       |
|  | |
|  | セイヨウミミズトカゲ科 Blanidae （地中海地域）                                                                      |
|  | |
|  | 科和名不詳 Cadeidae （キューバ）                                                                                    |
|  | |

|  | セイヨウミミズトカゲ科 Blanidae （地中海地域） |
|  |                                                |
|  | 科和名不詳 Cadeidae （キューバ）               |
|  |                                                |

|  | フトミミズトカゲ科 Trogonophiidae （アフリカ・中東）         |
|  |                                                              |
|  | ミミズトカゲ科 Amphisbaenidae （アフリカ・西アジア・中南米） |
|  |                                                              |

|  | \| \| セイヨウミミズトカゲ科 Blanidae （地中海地域） \| \| \| \| \| \| 科和名不詳 Cadeidae （キューバ） \| \| \| \| |
|  | |
|  | フタアシミミズトカゲ科 Bipedidae （メキシコ）                                                                       |
|  | |
|  | セイヨウミミズトカゲ科 Blanidae （地中海地域）                                                                      |
|  | |
|  | 科和名不詳 Cadeidae （キューバ）                                                                                    |
|  | |

|  | セイヨウミミズトカゲ科 Blanidae （地中海地域） |
|  |                                                |
|  | 科和名不詳 Cadeidae （キューバ）               |
|  |                                                |

|  | フトミミズトカゲ科 Trogonophiidae （アフリカ・中東）         |
|  |                                                              |
|  | ミミズトカゲ科 Amphisbaenidae （アフリカ・西アジア・中南米） |
|  |                                                              |

|  | \| \| セイヨウミミズトカゲ科 Blanidae （地中海地域） \| \| \| \| \| \| 科和名不詳 Cadeidae （キューバ） \| \| \| \| |
|  | |
|  | フタアシミミズトカゲ科 Bipedidae （メキシコ）                                                                       |
|  | |
|  | セイヨウミミズトカゲ科 Blanidae （地中海地域）                                                                      |
|  | |
|  | 科和名不詳 Cadeidae （キューバ）                                                                                    |
|  | |

|  | セイヨウミミズトカゲ科 Blanidae （地中海地域） |
|  |                                                |
|  | 科和名不詳 Cadeidae （キューバ）               |
|  |                                                |

|  | フトミミズトカゲ科 Trogonophiidae （アフリカ・中東）         |
|  |                                                              |
|  | ミミズトカゲ科 Amphisbaenidae （アフリカ・西アジア・中南米） |
|  |                                                              |

|  | \| \| セイヨウミミズトカゲ科 Blanidae （地中海地域） \| \| \| \| \| \| 科和名不詳 Cadeidae （キューバ） \| \| \| \| |
|  | |
|  | フタアシミミズトカゲ科 Bipedidae （メキシコ）                                                                       |
|  | |
|  | セイヨウミミズトカゲ科 Blanidae （地中海地域）                                                                      |
|  | |
|  | 科和名不詳 Cadeidae （キューバ）                                                                                    |
|  | |

|  | セイヨウミミズトカゲ科 Blanidae （地中海地域） |
|  |                                                |
|  | 科和名不詳 Cadeidae （キューバ）               |
|  |                                                |

|  | フトミミズトカゲ科 Trogonophiidae （アフリカ・中東）         |
|  |                                                              |
|  | ミミズトカゲ科 Amphisbaenidae （アフリカ・西アジア・中南米） |
|  |                                                              |

|  | \| \| セイヨウミミズトカゲ科 Blanidae （地中海地域） \| \| \| \| \| \| 科和名不詳 Cadeidae （キューバ） \| \| \| \| |
|  | |
|  | フタアシミミズトカゲ科 Bipedidae （メキシコ）                                                                       |
|  | |
|  | セイヨウミミズトカゲ科 Blanidae （地中海地域）                                                                      |
|  | |
|  | 科和名不詳 Cadeidae （キューバ）                                                                                    |
|  | |

|  | セイヨウミミズトカゲ科 Blanidae （地中海地域） |
|  |                                                |
|  | 科和名不詳 Cadeidae （キューバ）               |
|  |                                                |

|  | フトミミズトカゲ科 Trogonophiidae （アフリカ・中東）         |
|  |                                                              |
|  | ミミズトカゲ科 Amphisbaenidae （アフリカ・西アジア・中南米） |
|  |                                                              |

|  | \| \| セイヨウミミズトカゲ科 Blanidae （地中海地域） \| \| \| \| \| \| 科和名不詳 Cadeidae （キューバ） \| \| \| \| |
|  | |
|  | フタアシミミズトカゲ科 Bipedidae （メキシコ）                                                                       |
|  | |
|  | セイヨウミミズトカゲ科 Blanidae （地中海地域）                                                                      |
|  | |
|  | 科和名不詳 Cadeidae （キューバ）                                                                                    |
|  | |

|  | セイヨウミミズトカゲ科 Blanidae （地中海地域） |
|  |                                                |
|  | 科和名不詳 Cadeidae （キューバ）               |
|  |                                                |

|  | フトミミズトカゲ科 Trogonophiidae （アフリカ・中東）         |
|  |                                                              |
|  | ミミズトカゲ科 Amphisbaenidae （アフリカ・西アジア・中南米） |
|  |                                                              |

|  | \| \| セイヨウミミズトカゲ科 Blanidae （地中海地域） \| \| \| \| \| \| 科和名不詳 Cadeidae （キューバ） \| \| \| \| |
|  | |
|  | フタアシミミズトカゲ科 Bipedidae （メキシコ）                                                                       |
|  | |
|  | セイヨウミミズトカゲ科 Blanidae （地中海地域）                                                                      |
|  | |
|  | 科和名不詳 Cadeidae （キューバ）                                                                                    |
|  | |

|  | セイヨウミミズトカゲ科 Blanidae （地中海地域） |
|  |                                                |
|  | 科和名不詳 Cadeidae （キューバ）               |
|  |                                                |

|  | フトミミズトカゲ科 Trogonophiidae （アフリカ・中東）         |
|  |                                                              |
|  | ミミズトカゲ科 Amphisbaenidae （アフリカ・西アジア・中南米） |
|  |                                                              |